# Cerro El Chascón
El Cerro El Chascón es un volcán inactivo en la región de Antofagasta a pocos kilómetros de la frontera con Bolivia y 53 km al este de San Pedro de Atacama. En sus cercanías podemos encontrar el Cerro Chajnantor y el Cerro Toco, ubicados junto al Chascón en los bordes del Llano de Chajnantor en el que se encuentran varios observatorios astronómicos como el conjunto de radiotelescopios ALMA. Pertenece al Complejo volcánico de Puricó y se encuentra en relación con su actividad y peligrosidad en el puesto 79 del ranking de volcanes activos de Sernageomin.
A diferencia de los otros volcanes del complejo Puricó este sí cuenta con un cráter volcánico bien preservado.